# Quenzgraben
Der Quenzgraben ist ein künstlich angelegtes fließendes Gewässer in der Stadt Brandenburg. Er entwässert den Gördensee und das Feuchtgebiet der südlichen Bohnenland-Görden-Rinne in den Quenzsee und über diesen in die Havel.

## Verlauf
Der einschließlich der Länge des Sees knapp 3,7 Kilometer lange Graben beginnt am südlichen Ufer des Gördensees. Er verläuft zunächst in südöstliche Richtung und folgt dabei der eiszeitlich gebildeten Bohnenland-Görden-Rinne. In dieser glazialen Rinne bildeten sich neben Seen auch Feuchtgebiete, die im südlichen Teil durch den Quenzgraben entwässert werden. Nach etwa 600 Metern ändert der Graben seine Richtung nach Süden und nach weiteren etwa 600 Metern nach Südwesten. Im Norden des Quenzsees mündet der Quenzgraben schließlich in diesen ein. Der Graben hat ein Einzugsgebiet von 11,41 Quadratkilometern.